# Maison Fournaise
La maison Fournaise est une ancienne guinguette-hôtel situé dans l'île des Impressionnistes, à Chatou, dans les Yvelines. Elle abrite aujourd'hui à nouveau un restaurant et le musée municipal qui conserve des collections sur l'histoire du site et du canotage, l'un des premiers loisirs modernes sur l'eau. 

## Historique
La première maison des Fournaise fut construite en 1844, au pied du pont routier d'alors en pierre (aujourd'hui disparu).  Il existe à cette époque d'ores et déjà un fonds de commerce de marchands de vin, c'est-à-dire une gargote et des chantiers de bois et de bateaux. En 1857, Alphonse Fournaise, maître de pont, rachète le tout pour y ouvrir un restaurant où il est secondé par sa femme Louise née Braut, et une location de bateaux dans l'air du temps. Chatou devient alors une station de canotage. Au fil des années, Alphonse Fournaise modifie à plusieurs reprises la maison, l'agrandit, remplace la balustrade du balcon en bois par de la fonte. L’île devient un site à la mode où le tout-Paris aime se rendre à la belle saison. Sous l'enseigne de Fournaise, la maison devient, selon l'expression de Guy de Maupassant, ce « phalanstère de canotiers » renommé, où l'on festoie pour une centaine de sous.
Le restaurant-hôtel Fournaise fut fréquenté par Auguste Renoir qui y peignit de nombreux tableaux, des portraits de la famille Fournaise, des paysages des alentours, et en particulier son célèbre tableau, Le Déjeuner des canotiers en 1880, puis Les Deux Sœurs en 1881. Guy de Maupassant s'est amusé à décrire l'ambiance de l'établissement dans La Femme de Paul sous le nom du restaurant Grillon).  Nombreux sont les peintres impressionnistes et du plein air, venus résider et peindre dans les environs, qui sont passés à la maison Fournaise. Edgar Degas, Claude Monet et Gustave Caillebotte vinrent s'y retrouver. Certains, comme Maurice Réalier-Dumas, ont participé à la décoration des salles et de la façade principale.
Fermée au début du XXe siècle, la maison Fournaise s'étiole au fil des décennies. La commune de Chatou réussit à l'acquérir en 1979. En 1982, le bâtiment est inscrit à l'inventaire supplémentaire des monuments historiques. En 1984, il est restauré à l'initiative de la ville de Chatou, avec des aides de l'État, de la Région, du Département, ainsi qu'avec l'aide de deux associations, les Amis de la maison Fournaise et une association américaine, Friends of French Art.
En 1990, la maison Fournaise retrouve sa première raison d'être avec l'ouverture d'un restaurant.

## Le musée Fournaise
Dans les salles hautes, le musée Fournaise ouvre ses portes en 1992. Benoît Noël en est nommé premier conservateur contractuel. Il conserve une collection de tableaux et documents sur l’histoire de la maison et l’âge d’or des bords de Seine. Il propose également des expositions autour des mouvements artistiques contemporains de l'époque impressionniste.

### Collection
La collection rassemble des tableaux d'André Derain, Ferdinand Heilbuth, Albert Lebourg, Maurice Réalier-Dumas, Gustave Maincent, Adrien Karbowsky, Charles Camoin ainsi que d'autres artistes surnommés les petits maîtres des bords de Seine.
Elle comprend également une sculpture de Renoir, des céramiques d'André Mettey et Maurice de Vlaminck, des gravures (dont Michel Ciry), des dessins humoristiques et des souvenirs de Guy de Maupassant, qui rappellent la belle époque du canotage et de l'impressionnisme.
La collection du musée Fournaise est numérisée sur la base Joconde.

## Galerie

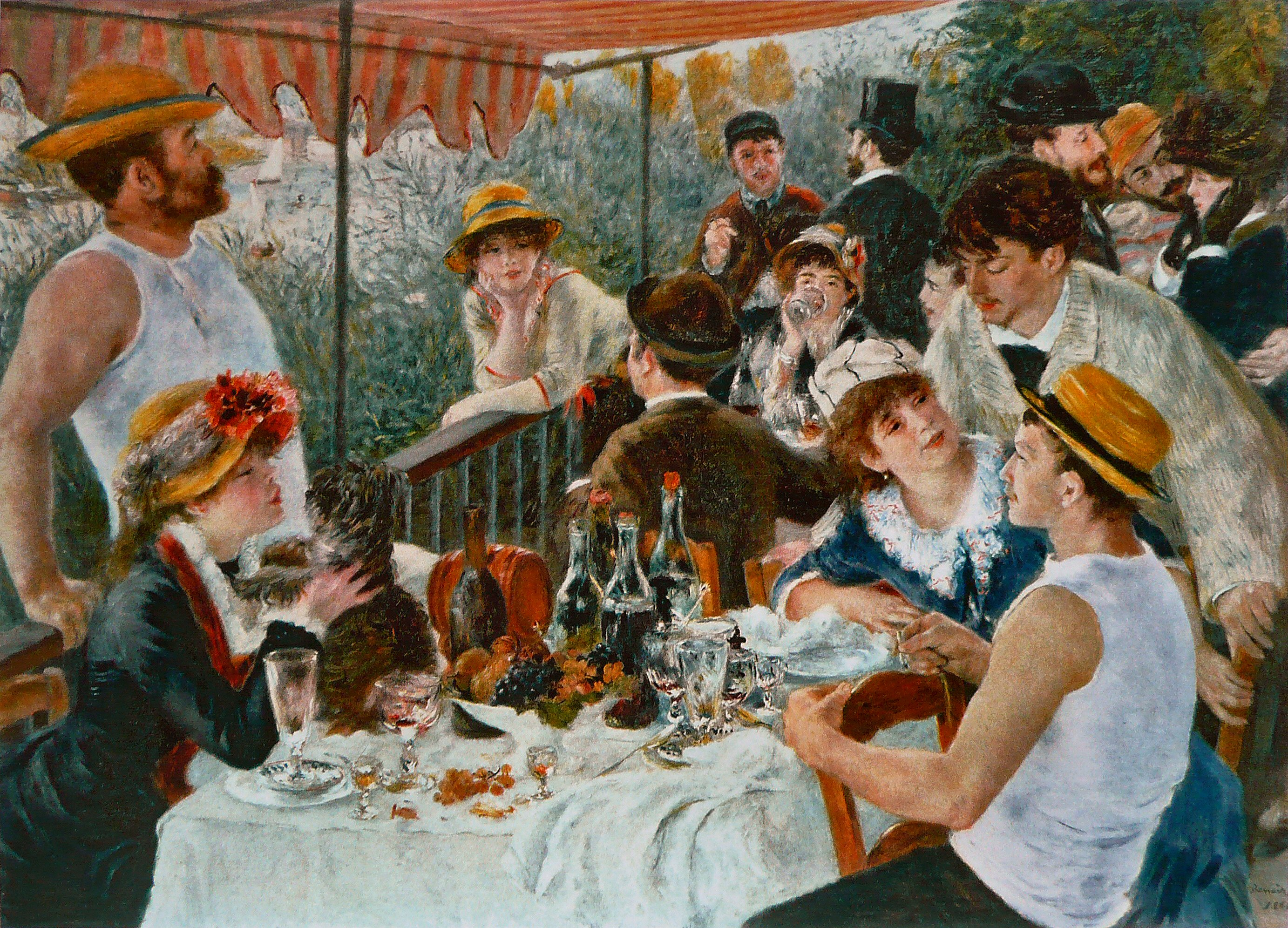
Le Déjeuner des canotiers d'Auguste Renoir.
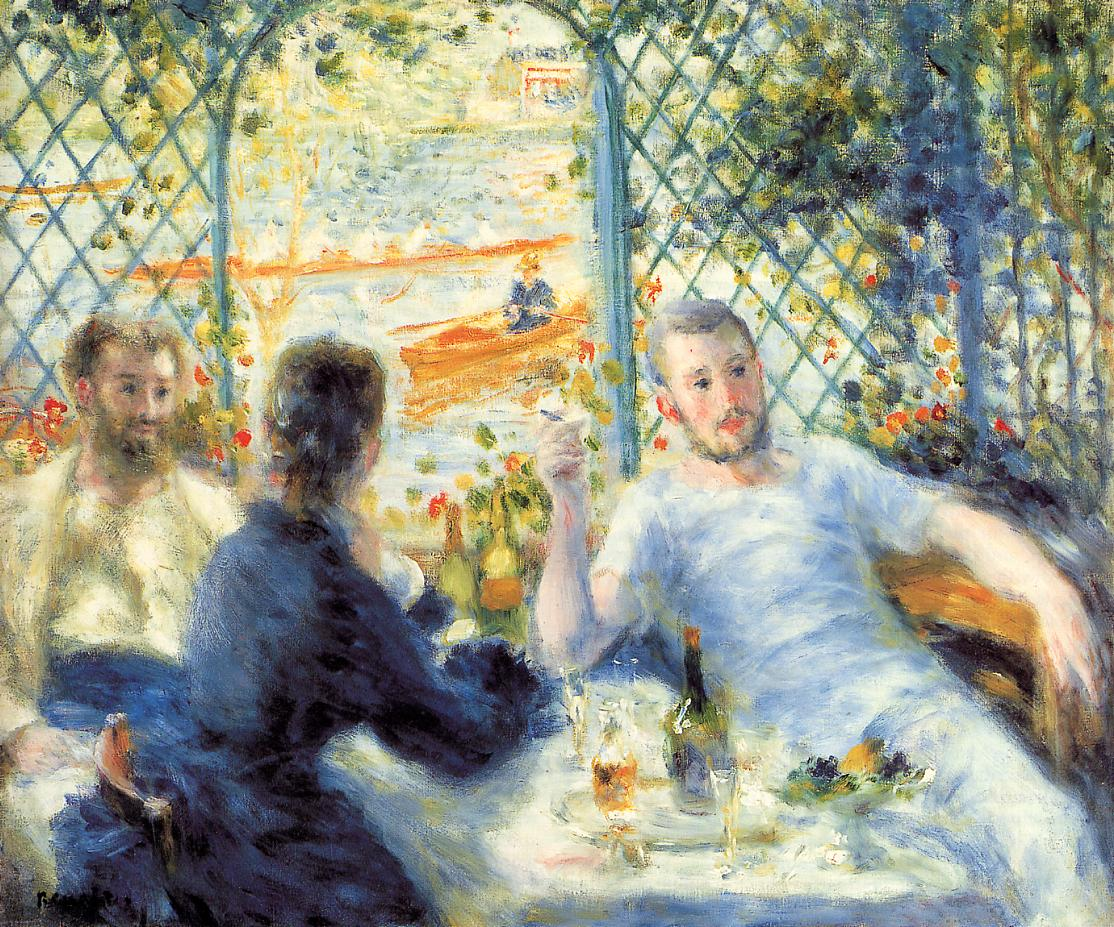
Auguste Renoir, Déjeuner au bord de la rivière (1875).
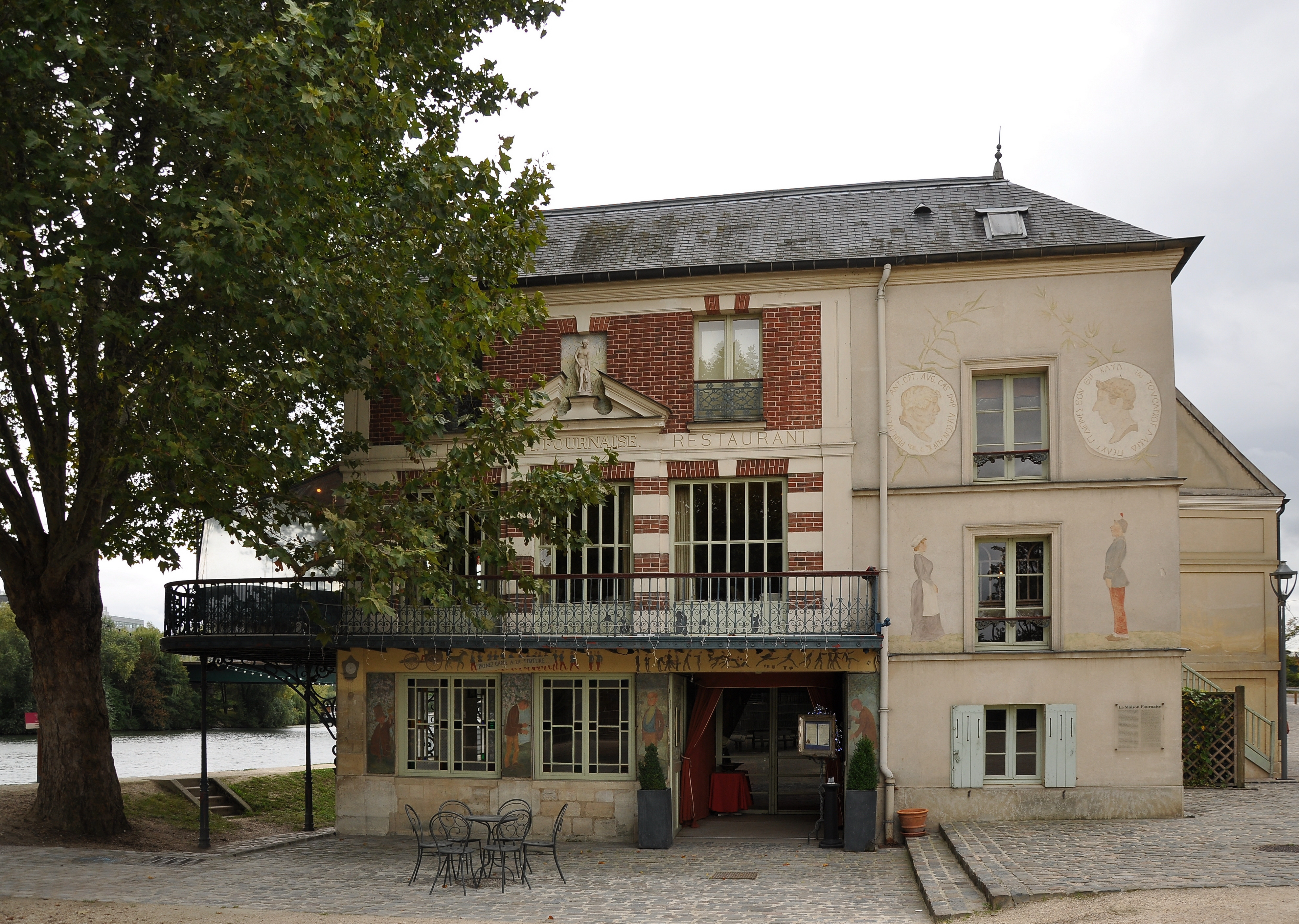
Entrée du restaurant au bord de la Seine.
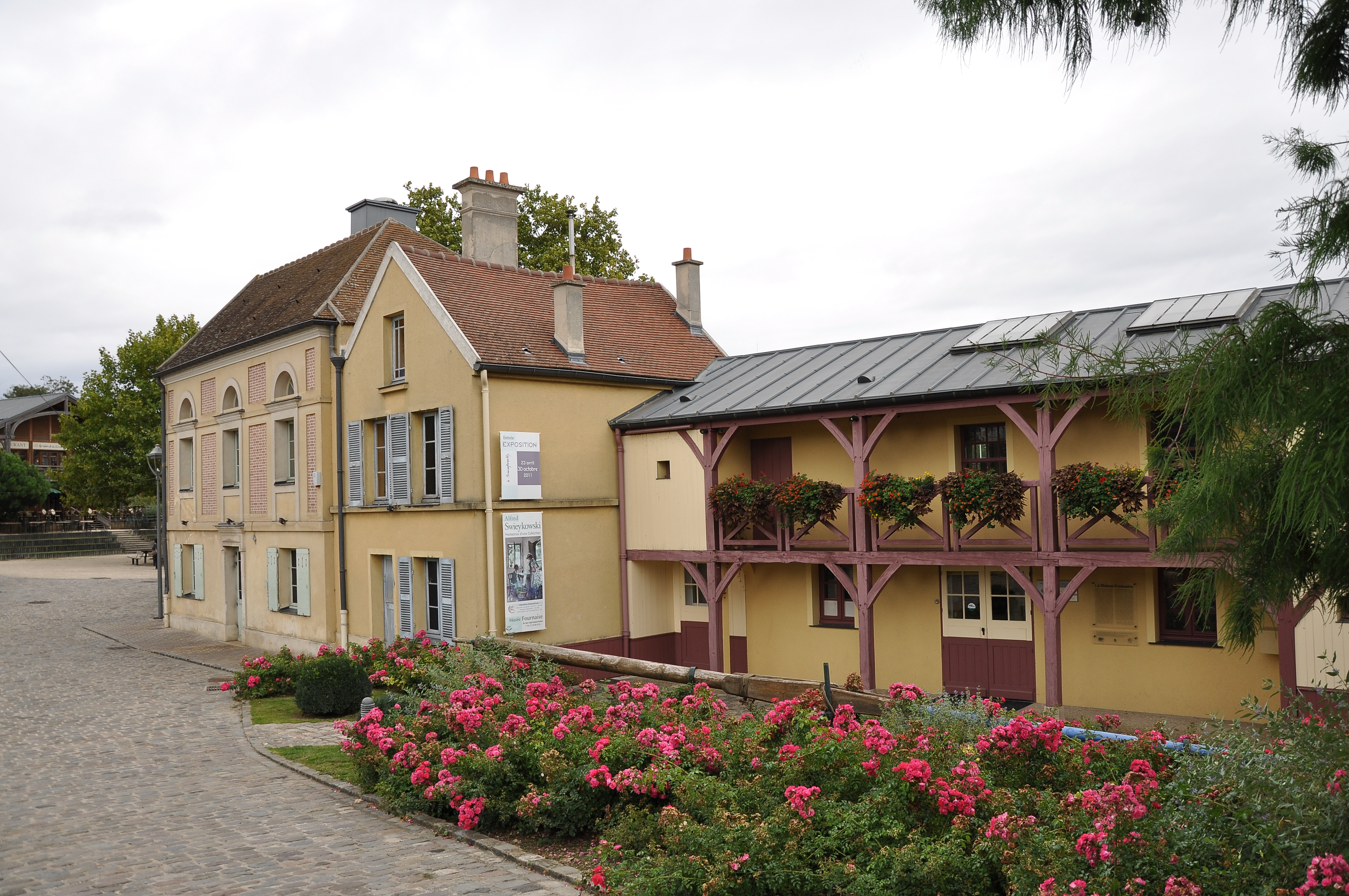
Musée de la maison Fournaise.
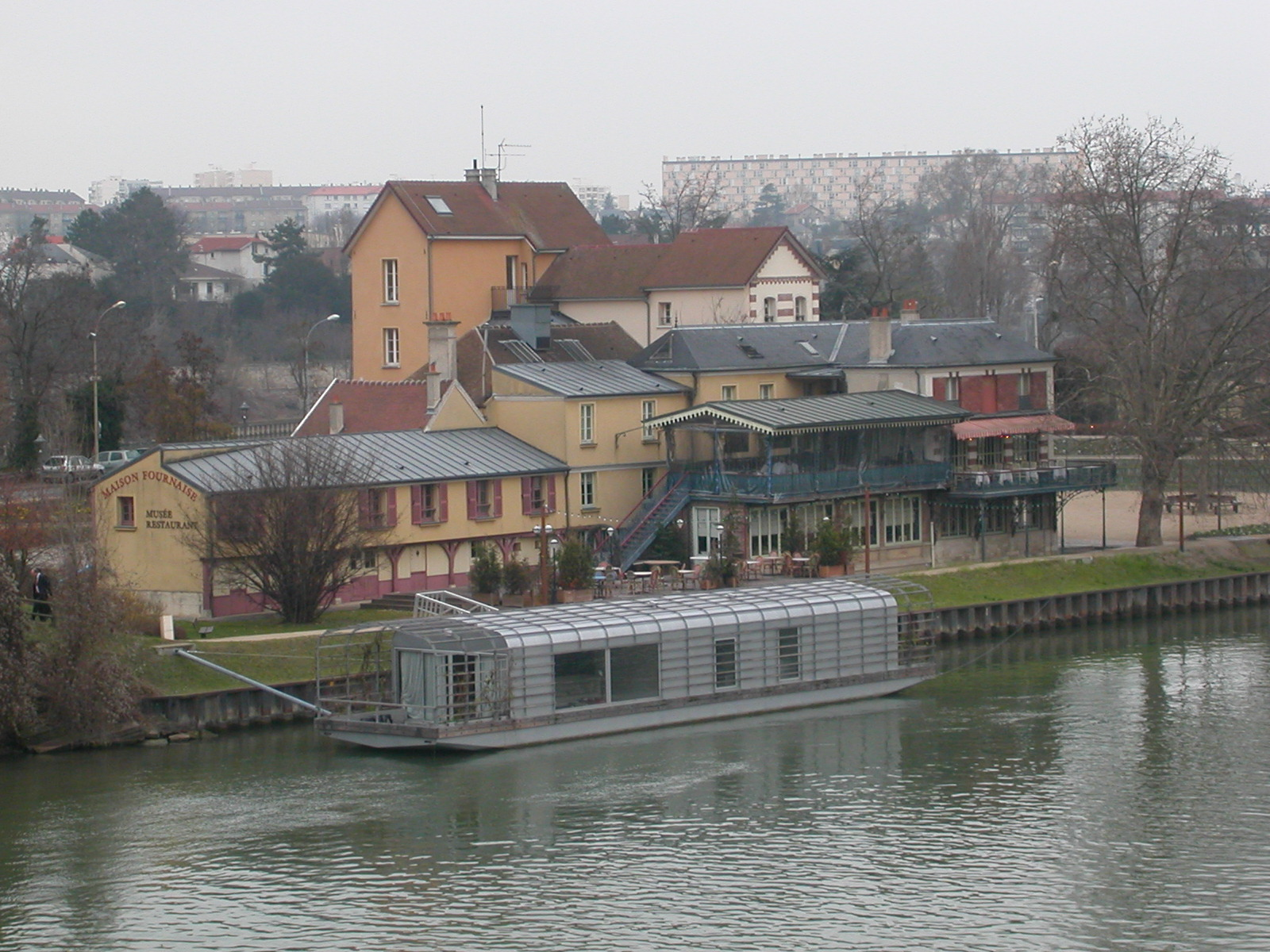
Vue d'ensemble avec la maison Levanneur au second plan.
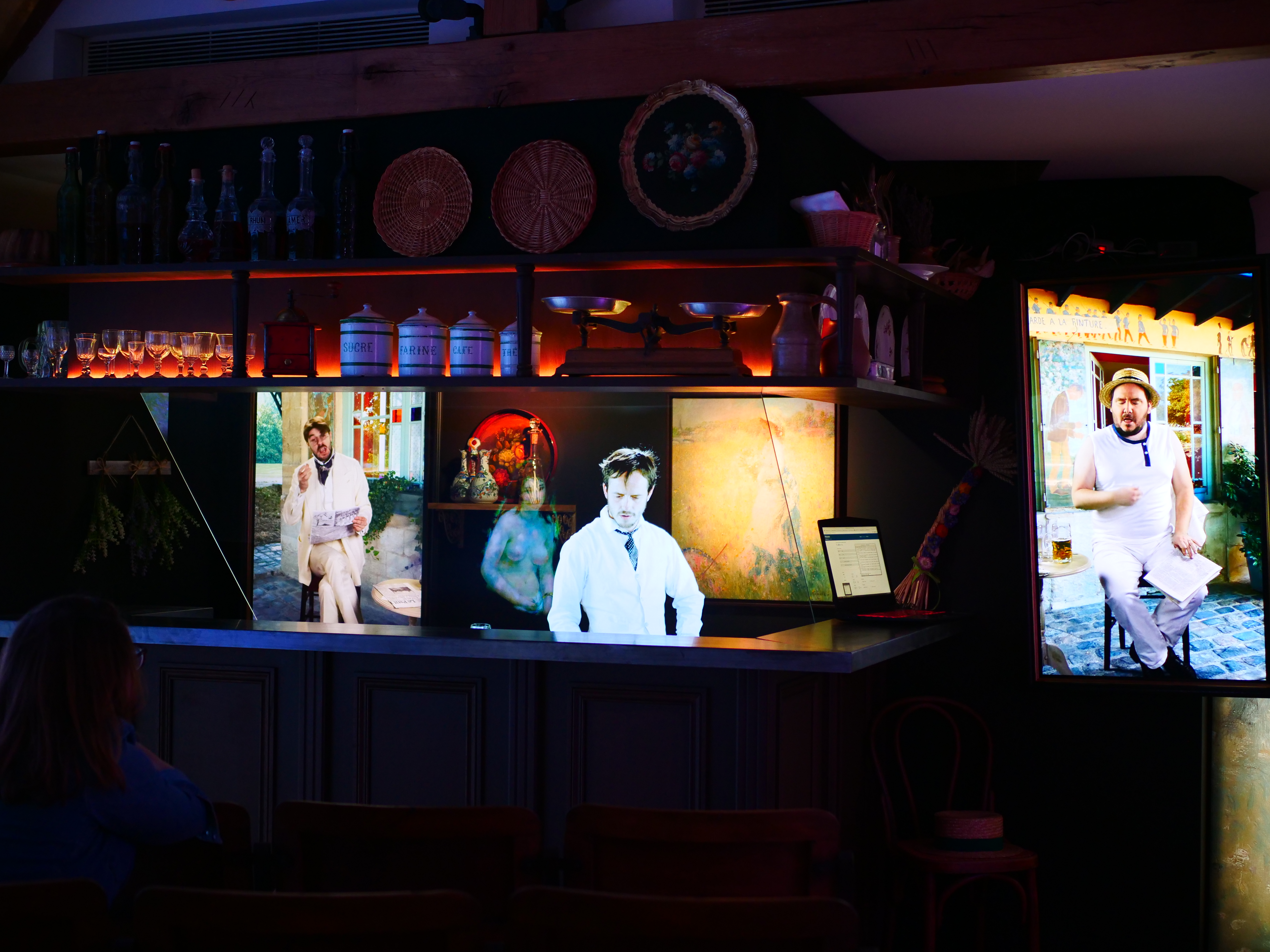
Affichage Transparent d'Auguste Renoir dans l'exposition, racontant son parcours.